# أدولف فون بيكر
أدولف فون بيكر (Adolf von Becker؛ هلسنكي، 14 أغسطس 1831 - فيفي، 23 أغسطس 1909) رسام فنلندي.
كان أدولف فون بيكر رساماً واقعياً وأحد أوائل الفنانين الفنلنديين الذين تدربوا في فرنسا. في باريس كان تلميذاً لمبتكر الواقعية غوستاف كوربيه. افتتح بيكر مدرسته الخاصة في فنلندا حيث درّس رسامين من أمثال هيليني شييرفبك وألبرت إدلفلت وأكسيلي غالن كاليلا وهيلينا ويسترمارك.